# 서울 보문사 지장시왕도
서울 보문사 지장시왕도(서울 普門寺 地藏十王圖)는 조선 고종 대의 그림으로서 현재 대한민국 서울 성북구 보문동, 보문사에 있는 불화이다. 1996년 9월 30일 서울특별시의 유형문화재 제100호로 지정되었다.

## 개요
사람들이 죽은 후의 세계인 명부(冥府)를 관장하며, 지옥에 빠진 중생까지도 구제하겠다고 하는 지장보살과 심판관으로서의 명부시왕(冥府十王), 그리고 그 권속들을 도설(圖說)하고 있는 불화이다.
지장시왕도는 중단(中壇) 신중(神衆)의 하나였던 지장보살이 하나의 신앙으로 강조되어 독립 분화되면서 명부전(冥府殿) 내 지장삼존상의 뒤에 후불탱화로서 봉안된다. 그러나 이 그림은 불화의 삼단 가운데 중단의 기능을 담고 제작된 불화로 현재 묘승전(妙勝殿) 내에 봉안되고 있는데, 화기에도 중단탱(中壇幀)으로 기록되고 있어 이를 확인할 수 있다.
이 그림은 화면을 상하로 2분하여 군상들을 배열하고 있는데, 상단의 중앙에는 단 위에 반가좌(半跏座)의 형태로 앉아 있는 지장보살상과 그 좌우에 협시로서 도명존자와 무독귀왕의 지장삼존상이 자리한다.
지장삼존의 뒤에는 10곡병풍의 윗 부분이 표현되고, 그 아래 지장삼존의 좌우에는 명부시왕이 대칭의 형태로 늘어서 있다. 특이한 점은 지장삼존의 뒤에 금색의 빛을 발하는 원형의 광배를 크게 표현하고 있어 이채롭다.
지장삼존상은 두광과 신광을 갖추고 있는 상태로, 무독귀왕과 도명존자는 두광만을 갖춘 채, 마치 희망을 상징하는 해를 배경으로 하여, 지옥의 중생에게 구제의 희망을 주고자 하는 듯이 묘사되고 있는 것이다. 이러한 형태는 괘불(掛佛)에 문수동자상(文殊童子像)과 보현동자상(普賢童子像)을 표현할 때 살필 수 있는 형식이지만, 지장시왕도에서는 거의 살펴볼 수 없는 형식이다.
이와 흡사한 예로는 강원도 삼척 영은사(靈隱寺) 대웅전에 봉안되어 있는 지장시왕도(1811년 제작)가 참고된다. 다만 영은사 지장시왕도는 원형 안에 6구의 지장보살이 표현되고 있으나, 보문사의 지장보살도는 6지장의 표현이 생략되어 있다. 이는 시대의 흐름에 따른 형식화의 경향을 반영하는 것으로 이해할 수 있을 것이다.
하단에는 판관(判官)과 사자(使者), 옥졸 등이 두루마리를 들고 서로 마주보고 있는 형태를 취하고, 말의 머리를 하고 있는 신장(神將)과 소의 머리를 하고 있는 신장이 검을 빼어 든 채 호위하고 있는 모습으로 묘사되고 있다.
불화의 크기가 가로길이가 긴 형태로 제작되면서 인물상 또한 좌우 일렬의 형식으로 그리고 인물의 크기 또한 일정하게 묘사되어 형식화된 느낌을 발견할 수 있다.
채색에 있어서도 적색과 녹색을 주조로 하되, 공간에 따라 두텁고 엷게 채색한 차이가 현격히 드러나고, 하늘색에 근접한 청색의 사용 등 19세기 후반의 경향을 보여주고 있으나, 여백이 없을 정도로 많은 인물상을 전 화면에 배치하고, 영은사 지장시왕도의 형식을 계승하고 있는 점등은 19세기 전반기의 불화에서 찾을 수 있는 경향이라 할 수 있다.
고종 4년(1867)에 제작된 이 그림은 유봉(宥奉)이 화주가 되어, 수락산(水落山) 흥국사(興國寺)의 화승(畵僧)인 경선 응석(慶船應釋)이 단독으로 제작한 불화이다.
응석은 19세기 중반에서 20세기 초반에 이르기까지 서울·경기지역에서 활동한 불화의 대가로 흥국사의 불화는 물론 고종 23년(1886)의 봉은사(奉恩寺) 탱화조성 불사, 광무 2년(1898)의 경기도 고양시의 보광사(普光寺) 탱화불사 등에 주도적으로 참여하였다. 그리고 서울의 청량사(淸凉寺)ㆍ청룡사(靑龍寺) 그리고 도봉산의 회룡사(回龍寺) 등에 작품을 남기고 있는 왕성한 활동을 펼친 화사(畵師)였다.
보문사대웅전신중도와 함께 응석이 제작한 불화로서 주목될 뿐만 아니라 응석이 단독으로 그린 불화로써 그의 기법과 실력을 파악하기에 용이한 그림으로 그 중요성이 크다 하겠다.

## 참고 자료
- 서울 보문사 지장시왕도 - 국가유산청 국가유산포털